# Presó de Torà
La presó de Tora (àrab: سجن طرة, Sijn Ṭura) és un complex penitenciari ubicat 14 km al sud del Caire, i considerat un dels centres de reclusió de major seguretat d'Egipte. El complex, que acull tant a presos comuns com polítics, està format per diverses presons: Tora Istikbal, Tora Liman, Tora Mazraa, Tora Mahkoum i Tora Supermax també coneguda com a Presó de l'Escorpí (àrab: سجن العقرب, Sijn al-ʿAqrab). La construcció de la primera presó va ser el 1908, per ordre del govern de Mustafā al-Nahhās. A Tora s'hi ha documentat un llarg historial de greus vulneracions dels drets humans. La presó s'esmenta sovint com a centre de rendició extraordinària de la CIA en els informes dels activistes de drets humans i altres observadors, en l'època del govern de Hosni Mubàrak, i posteriorment utilitzada pels mukhabarat, els serveis secrets egipcis, com a centre de detenció i tortura per a dissidents del règim d'Abdelfatah Al-Sisi.

## Reclusos notoris
- Hosni Mubàrak (2011-2013), empresonat l'abril de 2011, condemnat a cadena perpètua el juny de 2012, però alliberat a l'agost de 2013
- † Mohamed Mursi (2013-2019), president d'Egipte deposat, mor a la presó mentre esperava la repetició del judici que l'havia condemnat a la pena capital